# Bouillancourt-en-Séry
 Bouillancourt-en-Séry  es una población y comuna francesa, en la región de Picardía, departamento de Somme, en el distrito de Abbeville y cantón de Gamaches.

## Demografía
| 1 081 | 1 110 | 1 114 | 1 110 | 1 142 | 1 143 | 1 151 | 1 155 | 1 075 | 981 | 963 | 880 | 840 | 796 | 794 | 760 | 714 | 663 | 620 | 575 | 523 | 475 | 468 | 488 | 434 | 493 | 506 | 478 | 484 | 467 | 469 | 486 |
| Para los censos de 1962 a 1999 la población legal corresponde a la población sin duplicidades (Fuente: INSEE [Consultar]) |       |       |       |       |       |       |       |       |     |     |     |     |     |     |     |     |     |     |     |     |     |     |     |     |     |     |     |     |     |     |     |